# Эминов, Аскер Абдулла оглы
Аскер Абдулла оглы Эминов (азерб. Əsgər Abdulla oğlu Eminov; 1924, Казахский уезд — ?) — советский азербайджанский животновод, Герой Социалистического Труда (1949).

## Биография
Родился в 1924 году в селе Шихлы Первые Казахского уезда Азербайджанской ССР (ныне село в Казахском районе).
Участник Великой Отечественной войны.
Начал трудовую деятельность в 1941 году. Работал конюхом, конюхом-бригадиром конного завода № 75 Казахского района. В 1949 году вырастил при конюшенном содержании лошадей 40 жеребят от 40 лошадей, имевшихся на начало года.
Указом Президиума Верховного Совета СССР от 16 ноября 1949 года за получение высокой продуктивности животноводства в 1949 году Эминову Аскеру Абдулла оглы присвоено звание Героя Социалистического Труда с вручением ордена Ленина и золотой медали «Серп и Молот».
Активно участвовал в общественной жизни Азербайджана. Член КПСС с 1962 года.
В 2002 году удостоен Персональной стипендии Президента Азербайджанской Республики.